# Ipb위키
Ipb위키(아이피비위키, IpbWiki)는 위키와 전자 게시판 소프트웨어를 결합한 소프트웨어 브리지(software bridge)이다. PHP로 작성되었고 MySQL이나 오러클 또는 마이크로소프트 SQL 서버를 데이터베이스 백본으로 사용한다.
Ipb위키는 인비전 파워 보드와 미디어위키의 사용자 계정을 통합한 소프트웨어 패키지이다. Ipb위키의 다른 특징으로 BB코드와 이모티콘(이미지 파일로 되어 있음) 기능의 지원, 게시판과 똑같이 보이게 스킨을 제작할 수 있는 점을 들 수 있다.

## 같이 보기
- 인비전 파워 보드
- 미디어위키